# Copa Intercontinental de Futsal de la FIFUSA
La Copa Intercontinental de Futsal de la FIFUSA, también conocida como Intercontinental Futsal Cup, y anteriormente como Campeonato Mundial de Clubes Campeones de Futsal, es el torneo de clubes más importante de futsal a nivel mundial. Es organizada por la Federación Internacional de Fútbol de Salón (FIFUSA) desde su creación en 1986.
La Copa Intercontinental es considerado el Mundial de Clubes del ámbito FIFUSA y es la competición de clubes más importante a nivel mundial. Se disputó en tres etapas, entre 1986 y 1990, entre 1996 y 2001 y desde 2022 hasta la actualidad. Desde la reactivación de FIFUSA, la copa se disputa en forma anual y permite la participación de 12 equipos, los cuales se eliminan entre sí hasta definir el campeón del mundo.
En su corta historia, los máximos campeones han sido los brasileños Bradesco y Sport Club Ulbra, con dos conquistas cada uno.

## Historia
Con el nombre de Campeonato Mundial de Clubes Campeones, la competencia inicialmente comprendía un formato de disputa bienal en el que se enfrentaban los campeones de las federaciones nacionales más competitivas para definir un vencedor. Bajo esta normativa, se disputaron tres ediciones entre 1986 y 1990.
En 1996, con una FIFUSA ya debilitada, se creó la Copa Intercontinental de Futsal, con el objetivo de enfrentar a los equipos ganadores de América del Sur y Europa en una misma competencia anual para decidir cuál es el campeón del mundo.
Cuando parecía que este formato perduraría en el tiempo, en 2002 y 2003 no se realizarían las ediciones de este torneo debido al enfrentamiento entre el ente deportivo responsable del fútbol de salón y la FIFA. A partir de 2004, la FIFA comienza a promover y organizar su propia versión del torneo, celebrándose todos los años desde entonces.
La desactivación deportiva e institucional de la FIFUSA haría que la Copa Intercontinental no se celebre por varios años, siendo reemplazada por la Copa Intercontinental de Clubes de la Asociación Mundial de Futsal, puesta en disputa desde 2004.
En 2022, en el marco del congreso internacional de Bucaramanga que ordenaría la reactivación de la FIFUSA al plano deportivo internacional, la competición vuelve a ponerse en marcha con el nombre comercial de Continental Cup, cambiando a un nuevo formato que permitiría la ampliación de cupos para más equipos de diferentes países y continentes, participando en su primera edición equipos de Brasil, Australia, Italia, Argentina, Venezuela, Bangladesh, Chile, Ecuador y Colombia. El torneo comenzó a realizarse anualmente, habiéndose disputado hasta el momento tres ediciones consecutivas con este formato.

## Formato
A lo largo de su historia, la competición ha tenido diversos formatos y cantidad de participantes. 
Desde su regreso en 2022, con la reactivación deportiva de la FIFUSA mediante, el formato de la Copa Intercontinental de Futsal consiste en un torneo de siete días, dividido en dos fases, con doce equipos participantes provenientes de cuatro continentes, los cuales, la mayoría son sudamericanos.
Comienza con una fase de grupos compuesta por tres grupos de cuatro equipos cada uno, en la que cada equipo disputa tres partidos. A partir de allí, ocho equipos clasificados, los primeros y segundos puestos más los dos mejores terceros se unen a la fase eliminatoria que consiste en tres rondas de partidos de eliminación directa (cuartos de final, semifinal y la final) para definir al campeón.
El equipo que logre finalizar en la primera posición del campeonato se consagra como Campeón del Mundo.

## Campeonatos
Todos los campeones y subcampeones del Campeonato Mundial de Clubes Campeones (1986-1990) y la Copa Intercontinental de Futsal (1997-2001; 2022-).
| Año                                                 | Edición                                                                               | Sede                                                                                  | Campeón                                                                               | Final Resultado                                                                       | Subcampeón                                                                            | Tercer lugar                                                                          | Resultado                                                                             | Cuarto lugar                                                                          |
| Campeonato Mundial de Clubes Campeones de la FIFUSA | Campeonato Mundial de Clubes Campeones de la FIFUSA                                   | Campeonato Mundial de Clubes Campeones de la FIFUSA                                   | Campeonato Mundial de Clubes Campeones de la FIFUSA                                   | Campeonato Mundial de Clubes Campeones de la FIFUSA                                   | Campeonato Mundial de Clubes Campeones de la FIFUSA                                   | Campeonato Mundial de Clubes Campeones de la FIFUSA                                   | Campeonato Mundial de Clubes Campeones de la FIFUSA                                   | Campeonato Mundial de Clubes Campeones de la FIFUSA                                   |
| --------------------------------------------------- | ------------------------------------------------------------------------------------- | ------------------------------------------------------------------------------------- | ------------------------------------------------------------------------------------- | ------------------------------------------------------------------------------------- | ------------------------------------------------------------------------------------- | ------------------------------------------------------------------------------------- | ------------------------------------------------------------------------------------- | ------------------------------------------------------------------------------------- |
| 1986                                                | I                                                                                     | Río de Janeiro                                                                        | Bradesco                                                                              | Ronda única (2-1)                                                                     | Interviú Lloyd's                                                                      |                                                                                       |                                                                                       |                                                                                       |
| 1987                                                | II                                                                                    | Río de Janeiro                                                                        | Bradesco                                                                              | 3-2                                                                                   | Perdigao                                                                              |                                                                                       |                                                                                       |                                                                                       |
| 1990                                                | III                                                                                   | Asunción                                                                              | Perdigao                                                                              | -                                                                                     | Club Simón Bolívar                                                                    |                                                                                       |                                                                                       |                                                                                       |
| 1991-1995                                           | No se disputaron Campeonatos Mundiales debido al conflicto entre la FIFUSA y la FIFA. | No se disputaron Campeonatos Mundiales debido al conflicto entre la FIFUSA y la FIFA. | No se disputaron Campeonatos Mundiales debido al conflicto entre la FIFUSA y la FIFA. | No se disputaron Campeonatos Mundiales debido al conflicto entre la FIFUSA y la FIFA. | No se disputaron Campeonatos Mundiales debido al conflicto entre la FIFUSA y la FIFA. | No se disputaron Campeonatos Mundiales debido al conflicto entre la FIFUSA y la FIFA. | No se disputaron Campeonatos Mundiales debido al conflicto entre la FIFUSA y la FIFA. | No se disputaron Campeonatos Mundiales debido al conflicto entre la FIFUSA y la FIFA. |
| Copa Intercontinental de Futsal de la FIFUSA        |                                                                                       |                                                                                       |                                                                                       |                                                                                       |                                                                                       |                                                                                       |                                                                                       |                                                                                       |
| 1996                                                | IV                                                                                    | Río de Janeiro                                                                        | Sport Club Internacional                                                              | 4-2                                                                                   | Fútbol Club Barcelona                                                                 |                                                                                       |                                                                                       |                                                                                       |
| 1997                                                | V                                                                                     | Moscú                                                                                 | MFK Dina Moskva                                                                       | -                                                                                     | Sport Club Internacional                                                              |                                                                                       |                                                                                       |                                                                                       |
| 1998                                                | VI                                                                                    | Moscú                                                                                 | Atlético Mineiro                                                                      | -                                                                                     | MFK Dina Moskva                                                                       |                                                                                       |                                                                                       |                                                                                       |
| 1999                                                | VII                                                                                   | Moscú                                                                                 | Sport Club Ulbra                                                                      | -                                                                                     | MFK Dina Moskva                                                                       |                                                                                       |                                                                                       |                                                                                       |
| 1999                                                | VIII                                                                                  | Bogotá                                                                                | Rubio Ñu                                                                              | 5-2                                                                                   | Saeta FSC                                                                             | Deportbello                                                                           | 5-0                                                                                   | Polygram                                                                              |
| 2000                                                | IX                                                                                    | Moscú                                                                                 | Segovia Futsal                                                                        | -                                                                                     | Atlético Mineiro                                                                      |                                                                                       |                                                                                       |                                                                                       |
| 2001                                                | X                                                                                     | Moscú                                                                                 | Sport Club Ulbra                                                                      | -                                                                                     | MFK Dina Moskva                                                                       |                                                                                       |                                                                                       |                                                                                       |
| 2002-2021                                           | No se disputaron Copas Intercontinentales por inactividad de la FIFUSA.               | No se disputaron Copas Intercontinentales por inactividad de la FIFUSA.               | No se disputaron Copas Intercontinentales por inactividad de la FIFUSA.               | No se disputaron Copas Intercontinentales por inactividad de la FIFUSA.               | No se disputaron Copas Intercontinentales por inactividad de la FIFUSA.               | No se disputaron Copas Intercontinentales por inactividad de la FIFUSA.               | No se disputaron Copas Intercontinentales por inactividad de la FIFUSA.               | No se disputaron Copas Intercontinentales por inactividad de la FIFUSA.               |
| 2022                                                | XI                                                                                    | Bucaramanga                                                                           | Bucaramanga BGA 400 años                                                              | 3-2                                                                                   | Piratas de Tibú                                                                       | Mendoza de Regatas                                                                    | 2-1                                                                                   | Colorado Futsal                                                                       |
| 2023                                                | XII                                                                                   | Arapoti y Telemaco Borba                                                              | Jockey Club                                                                           | 3-2                                                                                   | Maringá Seleto                                                                        | Colorado Futsal                                                                       | 6-3                                                                                   | Casa Magallanes                                                                       |
| 2024                                                | XIII                                                                                  | Ushuaia                                                                               | Flamengo                                                                              | 2-1 (t.s.)                                                                            | Jockey Club                                                                           | Deportivo Amistad                                                                     | 7-2                                                                                   | United Futsal                                                                         |
| 2025                                                | XIV                                                                                   | Misiones                                                                              | Por disputarse                                                                        | Por disputarse                                                                        | Por disputarse                                                                        | Por disputarse                                                                        | Por disputarse                                                                        | Por disputarse                                                                        |

### Intercontinental Femenina
Cuarto lugar

### Intercontinental Femenina FIFUSA 2025
América
(11 cupos)

## Palmarés

### Títulos por equipos
| Equipo                   | Campeón        | Subcampeón           | Tercer lugar | Cuarto lugar |
| ------------------------ | -------------- | -------------------- | ------------ | ------------ |
| Bradesco                 | 2 (1986, 1987) |                      |              |              |
| Sport Club Ulbra         | 2 (1999, 2001) |                      |              |              |
| MFK Dina Moskva          | 1 (1997)       | 3 (1998, 1999, 2001) |              |              |
| Perdigao                 | 1 (1990)       | 1 (1988)             |              |              |
| Sport Club Internacional | 1 (1996)       | 1 (1997)             |              |              |
| Atlético Mineiro         | 1 (1998)       | 1 (2000)             |              |              |
| Jockey Club              | 1 (2023)       | 1 (2024)             |              |              |
| Rubio Ñu                 | 1 (1999)       |                      |              |              |
| Segovia Futsal           | 1 (2000)       |                      |              |              |
| Bucaramanga BGA 400 años | 1 (2022)       |                      |              |              |
| Flamengo                 | 1 (2024)       |                      |              |              |
| Interviú Lloyd's         |                | 1 (1986)             |              |              |
| Club Simón Bolívar       |                | 1 (1990)             |              |              |
| Fútbol Club Barcelona    |                | 1 (1996)             |              |              |
| Saeta FSC                |                | 1 (1999)             |              |              |
| Piratas de Tibú          |                | 1 (2022)             |              |              |
| Maringá Seleto           |                | 1 (2023)             |              |              |
| Colorado Futsal          |                |                      | 1 (2023)     | 1 (2022)     |
| Deportbello              |                |                      | 1 (1999)     |              |
| Mendoza de Regatas       |                |                      | 1 (2022)     |              |
| Deportivo Amistad        |                |                      | 1 (2024)     |              |
| Polygram                 |                |                      |              | 1 (1999)     |
| Casa Magallanes          |                |                      |              | 1 (2023)     |
| United Futsal            |                |                      |              | 1 (2024)     |

### Títulos por países
| Equipo    | Campeón                                      | Subcampeón                 | Tercer lugar | Cuarto lugar |
| --------- | -------------------------------------------- | -------------------------- | ------------ | ------------ |
| Brasil    | 7 (1986, 1987, 1990, 1996, 1998, 1999, 2001) | 4 (1987, 1997, 2000, 2023) | 1 (2023)     | 1 (2022)     |
| Argentina | 2 (2023, 2024)                               | 1 (2024)                   | 1 (2022)     | 1 (2023)     |
| Rusia     | 1 (1997)                                     | 3 (1998, 1999, 2001)       |              | 1 (1999)     |
| Colombia  | 1 (2022)                                     | 2 (1999, 2022)             | 1 (1999)     |              |
| España    | 1 (2000)                                     | 2 (1986, 1996)             |              |              |
| Paraguay  | 1 (1999)                                     | 1 (1990)                   |              |              |
| Bolivia   |                                              |                            | 1 (2024)     |              |
| Australia |                                              |                            |              | 1 (2024)     |